# Василенко Іван Васильович
Іва́н Васи́льович Василе́нко (6 лютого 1922, с. Кагамлик — 21 лютого 2009) — живописець і графік, член НСХУ (1971), учасник Другої світової війни, має бойові нагороди.

## Біографічні дані
Народився 6 лютого 1922 року в с. Кагамлик.
У 1954 році закінчив Казанське художнє училище (викладачами були — В. Куделькін, В. Тимофєєв). З 1954 по 1958 — працював у Казанському відділенні Художнього фонду СРСР. 
З 1958 по 1966 рік викладав рисунок і живопис у Запорізькій дитячій художній школі, керував студією при обласному Будинку народної творчості. З 1965 року — на Запорізькому художньо-виробничому комбінаті Художнього фонду УРСР. Оформляв інтер'єри громадських приміщень і архітектурних будов.
Помер 21 лютого 2009 року.

## Художня робота
З 1965 року — учасник обласних і республіканських мистецьких виставок. Персональні — у Запоріжжі (1970, 1977, 2003). 
Основні жанри — тематична картина, портрет, натюрморт. Звертався у творчості до народних дум, легенд, пісень, казок. Головна тема монументальних робіт — історія Запорізької Січі. 
Роботи зберігаються у Запорізькому художньому та краєзнавчому музеях, Музеї запорозького козацтва (острів Хортиця), Музеї Дніпрогесу.

### Основні твори
За ЕСУ:
- «За чаєм» (1954); «Запорозька Січ» (1972, співавт.; готель «Інтурист»),
- декор. рельєфи — «За народними мотивами» (1974, співавт.; Будинок культури «Орбіта»; обидва – у Запоріжжі), «Мамай на коні», «Нестор Літописець», «Запорозьке козацтво», «Славен цей край», «Славутич», «Тарас Бульба» (1985);
- графічні серії — «Дніпрогес—2», «Коксохім будується» (1972–78), портрети будівельників Дніпрогесу та ветеранів 2-ї світової війни (1973–85), серія «Легенди про Хортицю» (1975), «Дума про трьох братів Азовських» (1972, с. Азовське Якимів. р-ну Запоріз. обл.),
- проєкт істор.-мемор. комплексу з пам'ятником Т. Шевченку — «Апостол» (центр. площа Запоріжжя, співавт.);
- живопис — «Квіти і виноград» (1985), «Кавун та літні квіти» (1987), «Мальви та персики» (1990), «Квіти та фрукти» (1991), «Дума про Морозенка», «Приїзд Байди на Хортицю» (обидва — 2003).[1]

## Нагороди
- Орден Великої Вітчизняної війни;

- Медаль «За бойові заслуги» (1943);
- Медаль «За відвагу» (1944);
- Медаль «За взяття Кенігсберга» (1945);
- Медаль «За Перемогу над Німеччиною» (1945);
- Медаль «30 років Перемоги ВВВ»;
- Медаль «40 років Перемоги ВВВ»;
- Медаль «50 років Перемоги ВВВ»;
- Медаль «60 років збройних сил СРСР»;
- Медаль «70 років збройних сил СРСР»;
- Медаль «Ветеран праці»[2].